# الشجلة (دير الزور)
الشجلة هي قرية سورية تقع في ناحية سوسة من منطقة البوكمال في محافظة دير الزور.